# Notholaena cordatus
Notholaena cordatus là một loài dương xỉ trong họ Pteridaceae. Loài này được Keyserl. mô tả khoa học đầu tiên.
Danh pháp khoa học của loài này chưa được làm sáng tỏ. 